# Wilhelm Kufferath von Kendenich
Wilhelm Kufferath von Kendenich (* 2. März 1939 in Düren; † 6. November 2022) war ein deutscher Schriftsteller und Kulturschaffender.

## Leben
Seine Bücher behandeln kunstphilosophische Themen. Ab 1990 war er Professor für Angewandte Unternehmensführung an der Universität Graz.
Einen großen Teil der Einnahmen aus seinen diversen Aktivitäten, insbesondere Kunstausstellungen, und dem Verkauf seiner Bücher, seiner Bildobjekte und Skulpturen stellt er im Rahmen des Projektes Mine-Ex der Rotary Clubs Schweiz/Liechtenstein Minenopfern zur Verfügung.
Kufferath war verheiratet und lebte in Trimbach, Schweiz.

## Publikationen
- Vom Wandel des Menschenbildes in Philosophie, Kunst und Ethik. Vorgaben des 20. an das 21. Jahrhundert, Gaius Maecenas, Baar, 2000; ISBN 3-907048-22-9.
- Ist Das Wirklich Kunst: Versuch Einer Antwort Am Beispiel Von Steffen Kluges Lichtgraphiken, Gaius Maecenas, Baar, 1997; ISBN 3-907048-10-5.